# إرنست أوفرتون
تشارلز إرنست أوفرتون (بالإنجليزية: Charles Ernest Overton)‏ كان عالِم نفس وعالِم أحياء بريطاني ولِد في عام 1856 وتوفي سنة 1933. يُعتبر الآن أول من اكتشف نظرية الغشاء الخلوي.
في أواخر القرن 19، قام اوفرتون بالعديد من التجارب، مما ساعد على توضيح الفرق بين الجدار الخلوي للنباتات وغشائهم الخلوي. دَرس أيضاً مدى نفاذية العديد من المواد البيولوجية، تقريباً ما يناهز 500مركب كيميائي.
في عام 1900، إقترح اوفرتون نموذج غشائي حيوي، سُمي «نموذج اوفرتون الغشائي الحيوي» والذي نصّ على أن الأغشية الحيوية تتكون من ليبيدات. أسند نظريته بناءً على اكتشافه أثناء مراقبته لعملية نقل المواد القابلة للذوبان فيالليبيدات (أو في الدهون بشكل عام) عبر الغشاء الحيوي.